# Scarab (Formula 1)
Scarab je nekdanje ameriško moštvo in konstruktor Formule 1, ki je v Formuli 1 sodelovalo v sezoni 1960. Skupno je moštvo nastopilo na petih dirkah z devetimi dirkalniki, za moštvo sta dirkala Lance Reventlow in Chuck Daigh.

## Rezultati Svetovnega prvenstva Formule 1
(legenda)
| Leto | Šasija | Motor     | Gume | Dirkača         | 1   | 2   | 3   | 4   | 5   | 6   | 7   | 8   | 9   | 10  | Toč | Prv |
| ---- | ------ | --------- | ---- | --------------- | --- | --- | --- | --- | --- | --- | --- | --- | --- | --- | --- | --- |
| 1960 | Scarab | Scarab L4 | G    |                 | ARG | MON | 500 | NIZ | BEL | FRA | VB  | POR | ITA | ZDA | 0   | NC  |
| 1960 | Scarab | Scarab L4 | G    | Chuck Daigh     |     | DNQ |     | DNS | Ret | DNS | Ret |     |     | 10  | 0   | NC  |
| 1960 | Scarab | Scarab L4 | G    | Lance Reventlow |     | DNQ |     | DNQ | Ret |     |     |     |     |     | 0   | NC  |